# Линьер-Сонвиль
Линьер-Сонвиль (фр. Lignières-Sonneville) — коммуна во Франции, находится в регионе Пуату — Шаранта. Департамент — Шаранта. Входит в состав кантона Сегонзак. Округ коммуны — Коньяк.
Код INSEE коммуны — 16186.
Коммуна расположена приблизительно в 420 км к юго-западу от Парижа, в 125 км южнее Пуатье, в 29 км к западу от Ангулема.

## Население
Население коммуны на 2008 год составляло 599 человек.
| 1962 | 1968 | 1975 | 1982 | 1990 | 1999 | 2008 |
| ---- | ---- | ---- | ---- | ---- | ---- | ---- |
| 705  | 701  | 615  | 597  | 603  | 614  | 599  |

## Администрация
| Период | Период | Фамилия                | Партия | Примечания                         |
| ------ | ------ | ---------------------- | ------ | ---------------------------------- |
| 1995   | 2001   | Ив Алибе               |        | пенсионер                          |
| 2001   | 2008   | Жан-Люк Фрюмоль        |        |                                    |
| 2008   | 2014   | Патрик Виньерон-Лароза |        | капитан торгового флота, пенсионер |

## Экономика
В 2007 году среди 357 человек в трудоспособном возрасте (15—64 лет) 282 были экономически активными, 75 — неактивными (показатель активности — 79,0 %, в 1999 году было 75,2 %). Из 282 активных работали 263 человека (145 мужчин и 118 женщин), безработных было 19 (7 мужчин и 12 женщин). Среди 75 неактивных 16 человек были учениками или студентами, 28 — пенсионерами, 31 были неактивными по другим причинам.

## Достопримечательности
- Церковь Нотр-Дам-де-Линьер (XII—XIII века). Исторический памятник с 1973 года[3]
  - Бронзовый колокол (1612 год). На колоколе выгравирована надпись: +I.H.S.MA. AU MOIS DE F.16XII JE FUCT FAICTE POUR LA PARROISSE DE NRE. DAME DE LINIERES ; CURE MRE LOYS BOUCHELAYS+LOUYS MONNEROT+I.FOUCHERIE F.+ME. I.VERGNON S.P.R.D.L.+B.R.R. Исторический памятник с 1944 года[4]
- Церковь Сен-Пьер-де-Сонвиль (XII век). Исторический памятник с 1973 года[5]
- Церковь Сен-Пале-де-Комб (XII век). Исторический памятник с 1973 года[6]
- Замок Линьер[фр.] (XVII век). Исторический памятник с 1973 года[7]
- Дом XVII века. Исторический памятник с 1973 года[8]

## Фотогалерея

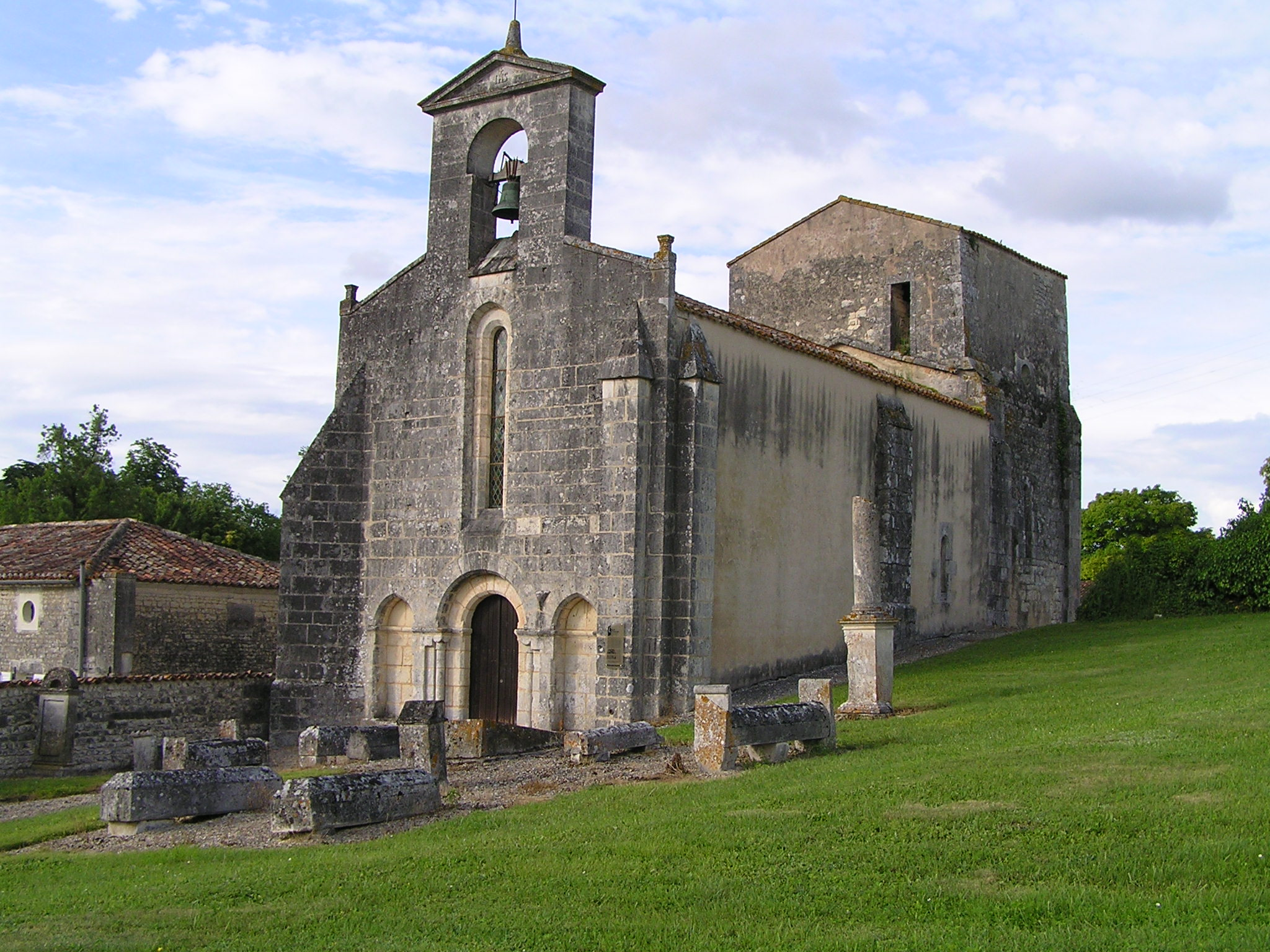
Церковь Сен-Пьер
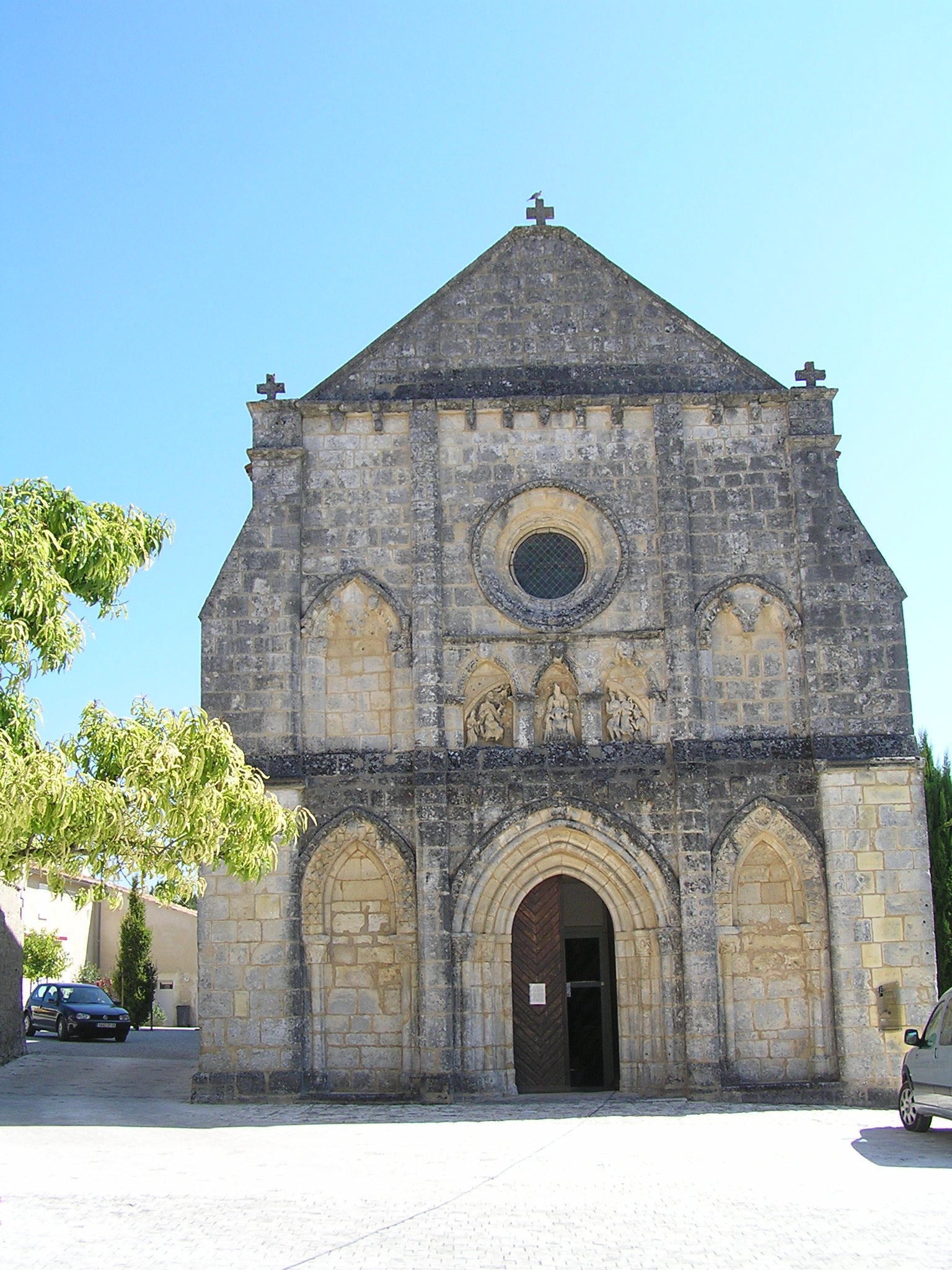
Церковь Нотр-Дам
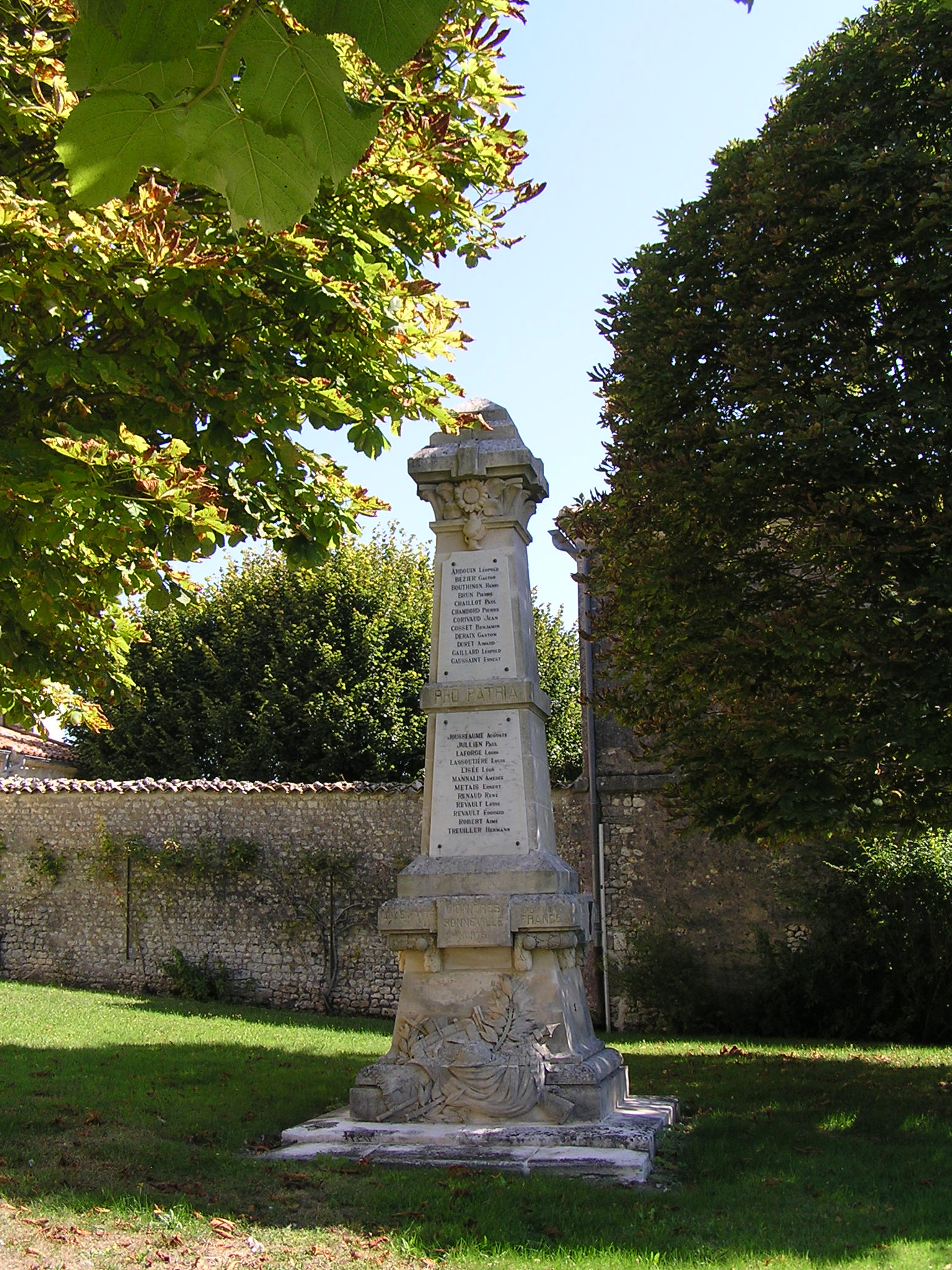
Военный мемориал